# 唐井直
唐井 直（からい ただし、1957年6月15日 - ）は神奈川県横浜市出身の元サッカー選手、サッカー指導者。

## 来歴
早稲田大学政治経済学部を卒業 して、1980年に東芝に入団。1981年に全日空横浜サッカークラブへ移籍した。1985-86年シーズンは主将を務めたが、1986年3月22日の三菱重工戦の直前に競技場から姿を消して試合をボイコット（全日空横浜サッカークラブ・ボイコット事件）したことを理由として日本サッカー協会から無期限の出場停止処分を受けた（1989年に処分解除）。
1986年9月、横浜スポーツ&カルチャークラブ (Y.S.C.C.横浜)を創設。1990年1月から1994年6月まで公認会計士として青山監査法人（現：みすず監査法人）で勤務した。その後は清水エスパルスや東京ヴェルディ1969などで強化担当を務め、2010年からFC町田ゼルビアのゼネラルマネージャー (GM) に就任。2013年からジェフユナイテッド千葉の強化担当部長に就任したが、2016年から町田のGMに復帰した。
2022年9月、町田のGMを退任。
2023年2月よりY.S.C.C.横浜のSFPに就任した。
2025年2月、Y.S.C.C.のSFPを退任。

## 所属クラブ
- 神奈川県立横浜緑ケ丘高校
- 1976年 - 1979年 早稲田大学[1]
- 1980年 - 1981年 東芝[1][2]
- 1981年 - 1986年 全日空横浜[1][2]

## 個人成績
| 国内大会個人成績 | 国内大会個人成績 | 国内大会個人成績 | 国内大会個人成績 | 国内大会個人成績 | 国内大会個人成績 | 国内大会個人成績 | 国内大会個人成績 | 国内大会個人成績 | 国内大会個人成績 | 国内大会個人成績 | 国内大会個人成績 |
| 年度             | クラブ           | 背番号           | リーグ           | リーグ戦         | リーグ戦         | リーグ杯         | リーグ杯         | オープン杯       | オープン杯       | 期間通算         | 期間通算         |
| 年度             | クラブ           | 背番号           | リーグ           | 出場             | 得点             | 出場             | 得点             | 出場             | 得点             | 出場             | 得点             |
| 日本             | 日本             | 日本             | 日本             | リーグ戦         | リーグ戦         | JSL杯            | JSL杯            | 天皇杯           | 天皇杯           | 期間通算         | 期間通算         |
| ---------------- | ---------------- | ---------------- | ---------------- | ---------------- | ---------------- | ---------------- | ---------------- | ---------------- | ---------------- | ---------------- | ---------------- |
| 1980             | 東芝             | -                | JSL2部           |                  |                  |                  |                  |                  |                  |                  |                  |
| 1981             | 東芝             | -                | JSL2部           |                  |                  |                  |                  |                  |                  |                  |                  |
| 1981             | 全日空横浜       | -                | 神奈川県1部      |                  |                  | -                | -                |                  |                  |                  |                  |
| 1982             | 全日空横浜       | -                | 関東             |                  |                  | -                | -                |                  |                  |                  |                  |
| 1983             | 全日空横浜       | -                | 関東             |                  |                  | -                | -                |                  |                  |                  |                  |
| 1984             | 全日空横浜       | -                | JSL2部           |                  |                  |                  |                  |                  |                  |                  |                  |
| 1985-86          | 全日空横浜       | -                | JSL1部           |                  |                  |                  |                  |                  |                  |                  |                  |
| 通算             | 日本             | 日本             | JSL1部           |                  |                  |                  |                  |                  |                  |                  |                  |
| 通算             | 日本             | 日本             | JSL2部           |                  |                  |                  |                  |                  |                  |                  |                  |
| 通算             | 日本             | 日本             | 関東             |                  |                  | -                | -                |                  |                  |                  |                  |
| 通算             | 日本             | 日本             | 神奈川県1部      |                  |                  | -                | -                |                  |                  |                  |                  |
| 総通算           |                  |                  |                  |                  |                  |                  |                  |                  |                  |                  |                  |

## 指導歴・職歴
- 1990年10月 - 1994年6月 青山監査法人（現：みすず監査法人）公認会計士[1]
- 1994年7月 - 1999年1月 清水エスパルス 強化担当責任者[1][2]
- 1999年 - 2006年 ヴェルディ川崎/東京ヴェルディ
  - 1999年2月 - 2002年11月 強化担当責任者、編成部長[1][2]
  - 2002年12月 - 2004年2月 ゼネラルマネージャー[1][2]
  - 2004年3月 - 2006年1月 取締役ゼネラルマネージャー[1][2]
- 2006年2月 - 11月 横浜スポーツ&カルチャークラブ 顧問[1][2]
- 2006年12月 - 2008年1月 ジェフユナイテッド千葉 チーム統括本部長 (GM)[1][2]
- 2010年 - 2012年 FC町田ゼルビア ゼネラルマネージャー[1][2]
- 2013年 - 2015年 ジェフユナイテッド千葉 強化担当部長[2]
- 2016年 - 2022年9月 FC町田ゼルビア ゼネラルマネージャー
- 2023年 - 2025年2月  Y.S.C.C.横浜 SFP